# Мурань (село)
Мурань — село, центр сельской администрации в Кочкуровском районе. Население 185 чел. (2010), в основном мордва-эрзя.

## География
Село расположено в 8 км от районного центра Кочкурово на р.Синяш. К югу от села проходит автодорога, связывающая Мурань с райцентром и селом Сабаево. К восточной части села примыкает деревня Красная Зорька. Вокруг села расположены живописные холмы с относительными высотами 70-100 м, покрытые лиственными лесами. Эти леса богаты грибами и ягодами, имеется большое количество родников.

## История
Основана в начале 20 в. переселенцами из с. Сабаева. В «Списке населённых мест Симбирской губернии» (1913) Мурань — хутор удельного ведомства из 30 дворов (263 чел.) Карсунского уезда. В 1920-е гг. в Мурань была перевезена из Сабаева деревянная церковь. В 1930-е гг. был образован колхоз им. Дзержинского, с 2001 г. — ООО «Лисма—Нива-2».

## Инфраструктура
В современном селе — филиал районной центральной библиотеки, дом культуры, магазин, отделение связи; памятник воинам-землякам, погибшим в годы Великой Отечественной войны, база отдыха "Мураньские зори".

## Улицы
В Мурани имеется 3 улицы: ул.Центральная (главная улица, на которой расположено большее кол-во домов), ул.Лесная, ул.Молодёжная.

## Источник
- Энциклопедия Мордовия, О. В. Дулкин.